# Biblioteca Municipal de Santa Maria da Feira
A Biblioteca Municipal de Santa Maria da Feira, localiza-se na cidade de Santa Maria da Feira, Portugal. 
O seu edifício foi inaugurado no ano 2000 e representa um marco na arquitectura feirense do final do século XX e início do século XXI. Localizado à entrada do Centro Histórico concretiza uma ligação perfeita entra a história e a modernidade.
Num só espaço localizam-se os vários serviços da biblioteca: leitura, material audiovisual, serviço educativo e também um auditório para conferências e outros eventos, que é também casa do Cine Clube da Feira, e ainda uma sala polivalente que tem o seu principal uso com a realização de exposições.